# Bhaluka
Bhaluka (en bengali : ভালুকা) est une upazila du Bangladesh dans le district de Mymensingh. En 1991, on y dénombrait 264 991 habitants.